# Landtagswahlkreis Lüneburg-Land
Der Wahlkreis Lüneburg-Land ist ein Wahlkreis zur Wahl des niedersächsischen Landtags. Er umfasst vom Landkreis Lüneburg die Samtgemeinden Amelinghausen, Bardowick, Gellersen, Ilmenau und Scharnebeck und wurde zur Landtagswahl 2022 neu gegründet.

## Landtagswahl 2022
Zur Landtagswahl in Niedersachsen 2022 traten im Wahlkreis Lüneburg-Land sechs Direktkandidaten an. Direkt gewählter Abgeordneter ist Philipp Meyn (SPD). Der Wahlkreis trug die Wahlkreisnummer 48.
| Landtagswahl in Niedersachsen 2022 – WK Lüneburg-LandZweitstimmen %403020100 31,6 %26,5 %17,4 %10,5 %4,7 %3,0 %1,7 %1,7 %1,0 %1,0 %0,4 %0,8 % SPDCDUGrüneAfDFDPLinkeBasisTierschutzPARTEIFWGesundSonst. |

| Gegenstand der Nachweisung  | Gegenstand der Nachweisung | Erst- stimmen | Erst- stimmen | Zweit- stimmen | Zweit- stimmen |
| Bewerber                    | Partei                     | Anzahl        | %             | Anzahl         | %              |
| --------------------------- | -------------------------- | ------------- | ------------- | -------------- | -------------- |
| Wahlberechtigte             | Wahlberechtigte            | 52.079        | 52.079        | 52.079         | 52.079         |
| Wähler                      | Wähler                     | 33.776        | 33.776        | 64,9 %         | 64,9 %         |
| Ungültige Stimmen           | Ungültige Stimmen          | 387           | 1,2           | 257            | 0,8            |
| Gültige Stimmen             | Gültige Stimmen            | 33.389        | 98,8          | 33.519         | 99,2           |
| davon                       |                            |               |               |                |                |
| Philipp Meyn                | SPD                        | 11.541        | 34,6          | 10.581         | 31,6           |
| Jörn Schlumbohm             | CDU                        | 9.537         | 28,6          | 8.882          | 26,5           |
| Detlev Schulz-Hendel        | GRÜNE                      | 5.833         | 17,5          | 5.824          | 17,4           |
| Stephan Bothe               | AfD                        | 3.662         | 11,0          | 3.502          | 10,5           |
| Falk Christian von Berkholz | FDP                        | 1.466         | 4,4           | 1.581          | 4,7            |
| Marianne Esders             | DIE LINKE                  | 1.350         | 4,0           | 990            | 3,0            |
|                             | dieBasis                   |               |               | 565            | 1,7            |
|                             | Tierschutzpartei           | 554           | 1,7           |                |                |
|                             | Die PARTEI                 | 342           | 1,0           |                |                |
|                             | FREIE WÄHLER               | 323           | 1,0           |                |                |
|                             | Gesundheitsforschung       | 129           | 0,4           |                |                |
|                             | PIRATEN                    | 112           | 0,3           |                |                |
|                             | Volt                       | 83            | 0,3           |                |                |
|                             | Die Humanisten             | 51            | 0,2           |                |                |